# Rafael Sánchez Lozano
Rafael Sánchez Lozano (31 de maig de 1854 - 16 de gener de 1922) fou un enginyer de mines espanyol, acadèmic de la Reial Acadèmia de Ciències Exactes, Físiques i Naturals.
Fou inspector general del Cos d'Enginyers de Mines. Cap superior d'Administració, fou conseller d'instrucció pública i director de l'Institut Geològic d'Espanya de 1915 a 1922. Des del seu càrrec va contribuir a la tercer edició del Mapa geològic d'Espanya i va promoure estudis de conques minaires, jaciments de ferro i aigüs subterrànies a les províncies de Burgos, Logronyo, Santander i Palència. Li fou atorgada la gran creu de l'Orde d'Isabel la Catòlica i el 1903 fou escollit acadèmic Reial Acadèmia de Ciències Exactes, Físiques i Naturals, i ingressà amb el discurs Origen de la Hornaguera y formación de las cuencas hulleras españolas.

## Obres
- Descripción fisica, geológica y minera de la provincia de Logroño
- Estudio relativo a los terremotos ocurridos en la provincia de Murcia en 1911 (1912)